# Rippig
Rippig (franska) (luxemburgiska: Rippeg lyssna (fil), tyska: Rippig) är en ort i kantonen Echternach i östra Luxemburg. Den ligger i kommunen Bech, cirka 19,5 kilometer nordost om staden Luxemburg. Orten har 143 invånare (2022).